# Charmes (tổng)
Tổng Charmes là một tổng của Pháp, tọa lạc tại tỉnh Vosges trong vùng Lorraine của Pháp.

## Phân chia hành chính
Tổng Charmes được chia thành 26 xã:
- Avillers
- Avrainville
- Battexey
- Bettoncourt
- Bouxurulles
- Brantigny
- Chamagne
- Charmes
- Essegney
- Évaux-et-Ménil
- Florémont
- Gircourt-lès-Viéville
- Hergugney
- Langley
- Marainville-sur-Madon
- Pont-sur-Madon
- Portieux
- Rapey
- Rugney
- Savigny
- Socourt
- Ubexy
- Varmonzey
- Vincey
- Vomécourt-sur-Madon
- Xaronval

## Hành chính
| Ngày bầu                                  | Tên                | Đảng | Chức vụ               | Tư cách           |
| ----------------------------------------- | ------------------ | ---- | --------------------- | ----------------- |
|                                           | Gilbert Didierjean | UMP  | Tổng ủy viên hội đồng | Thị trưởng Vincey |
| Dữ liệu trước đây không còn được biết rõ. |                    |      |                       |                   |

## Biến động dân số
| 1962                                         | 1968  | 1975  | 1982  | 1990  | 1999  |
| -------------------------------------------- | ----- | ----- | ----- | ----- | ----- |
| 13221                                        | 12973 | 13282 | 12912 | 12319 | 12157 |
| Số liệu từ năm 1968: Dân số không tính trùng |       |       |       |       |       |

## Liens externes
- Le canton sur l´Insee
- Localisation của canton sur une carte de France Lưu trữ ngày 29 tháng 6 năm 2007 tại Wayback Machine